# Pseudodiphasium
Pseudodiphasium, monotipski rod paprati u porodici Lycopodiaceae smješten u potporodicu Lycopodioideae. Jedina vrsta je P. volubile iz tropske Azije, Australije i Novog Zelanda. 
Često se ponovno uključuje u Lycopodium ali prihvaćen od PPG-I.

## Sinonimi
- Lepidotis volubilis (G.Forst.) Rothm.
- Lycopodium d´urvillei A.Rich.
- Lycopodium volubile G.Forst.
- Lycopodium spectabile Blume